# Fregaty rakietowe typu La Fayette
Fregaty rakietowe typu La Fayette – francuskie wielozadaniowe fregaty rakietowe, które znajdują się na wyposażeniu marynarki wojennej Arabii Saudyjskiej, Francji, Singapuru i Tajwanu.

## Opis
Fregaty tego typu posiadają właściwości stealth, które osiągnięto dzięki zaprojektowaniu sylwetki okrętu o małej skutecznej powierzchni odbicia dla fal radarowych. Osiągnięto to dzięki wygładzeniu konstrukcji kadłuba i nadbudówki i unikaniu w nich kątów prostych. Właściwości stealth osiągnięto także dzięki zastosowaniu materiałów pochłaniających promieniowanie radarowe.
Okręty zostały przystosowane do przenoszenia najnowszych pocisków przeciwlotniczych Aster 15, które mogą zwalczać także pociski przeciwokrętowe.
Fregaty te, dzięki swojej nowoczesnej konstrukcji, spotkały się z dużym zainteresowaniem ekspertów i odniosły spory sukces eksportowy. Kompleksowe podejście do wymogów ograniczonej wykrywalności spowodowało również, że stały się wzorem do naśladowania dla wielu innych konstrukcji na świecie.
Okręty francuskie:
| Nazwa (znak taktyczny) | Położenie stępki | Wodowanie    | Wejście do służby |
| ---------------------- | ---------------- | ------------ | ----------------- |
| Surcouf (F711)         | 06. 07. 1992     | 03. 07. 1993 | 07. 02. 1997      |
| La Fayette (F710)      | 15. 12. 1990     | 13. 06. 1992 | 22. 03. 1996      |
| Courbet (F712)         | 15. 09. 1993     | 12. 03. 1994 | 28. 03. 1997      |
| Aconit (F713)          | 05. 08. 1996     | 08. 06. 1997 | 03. 06. 1999      |
| Guépratte (F714)       | 01. 10. 1998     | 03. 03. 1999 | 27. 10. 2001      |

## Zastosowanie
Wersje  przeznaczone na eksport lub produkowane na licencji znacznie różniły się od swojego francuskiego pierwowzoru. Różnice występowały w konfiguracji i doborze uzbrojenia, a także w wyposażeniu elektronicznym.

### Arabia Saudyjska
Seria okrętów dla Arabii Saudyjskiej nosi oznaczenie Al Riyadh. Okręty są większe od pierwowzoru i mają wyporność 4700 ton. Uzbrojone są w pociski przeciwlotnicze Aster15 i przeciwokrętowe Exocet. Zbudowano trzy okręty tego typu.

### Singapur
Okręty noszą oznaczenie Formidable. Od okrętów francuskich różnią się zastosowaniem pocisków Harpoon zamiast Exocet. Zbudowano 6 okrętów, z których pierwszy powstał we francuskiej stoczni, a 5 zbudowano na podstawie licencji w Singapurze.

### Tajwan
Seria okrętów nosi oznaczenie Kang Ding. Okręty przystosowano głównie do zwalczania okrętów podwodnych i nawodnych. Obrona przeciwlotnicza jest zapewniona przez przestarzały system przeciwlotniczy Chaparral. Zbudowano 6 okrętów.